# 花田少年史
《花田少年史》（日语：花田少年史）是日本漫畫家一色真人以1960年代到1970年代間的日本鄉間為背景，故事以小學三年級學生花田一路為中心的漫畫作品。
漫畫最初在1993年發表於講談社漫畫雜誌《Mr. Magazine》（ミスターマガジン），並在1995年獲得第19屆講談社漫畫賞，單行本共五冊（包括一冊番外篇）；電視動畫最初在2002年10月2日至2003年3月25日於日本電視台播出，共25話；真人版電影在2006年8月公開，名為《花田少年史 幽靈與秘密隧道》（花田少年史 幽霊と秘密のトンネル）。
電視動畫在台灣發表後，代理商齊威國際多媒體特別再推出台語配音的版本；此外，還有客家電視台委外配音的客家話配音版。而香港曾經在亞洲電視國際台於星期日早上《日語放送區》時段內播放。

## 故事大綱
《花田少年史》的故事背景建立在彩色電視尚未普及時期的日本虛構鄉間地區，講述因為意外獲得靈視能力的少年花田一路和各路幽靈交流，幫助祂們實現生前未完心願的奇幻經歷。一路是個精力旺盛、頑皮搗蛋且經常惡作劇，在居住鄉鎮被大人們視為麻煩人物的男性小學三年級生，某日他在外出期間發生車禍被送進醫院，意識昏迷期間夢見一位名叫小雪的美少女，後來被鄰居阿嬤的靈魂嚇醒，也開始擁有看得見且能和幽靈交流的超能力。
以此事為契機，許多幽靈接近一路，希望他能幫忙達成生前未完心願，這其中包含掛念戀人清司贈送胸針的幽靈少女小雪、囑託一路協助收養過身愛犬小黑之子（二路）的吉川奶奶、生前不慎墜河溺斃仍放不下母親的男孩小新、擔心生前婚外情史曝光而希望瞞過妻子柳原龍的柳原歲三（雞雞老子）、對自己生前埋首讀書未接觸女性留有執念的考生織田學、生前招搖行騙的靈媒加道蓮（凱都力妮）、短暫靈體出竅借用一路身體的富家子俵崎春彦、委託一路扭轉過去時間點錯誤的天邪鬼、年輕時期與戀人花小姐分離的珠算老師合田權八、與一路的朋友齊藤洋平有約的棄貓Melon、過身後仍關懷兒子中島貴人的蕎麥麵店老闆等。
故事後期花田家來了一名自稱遠房親戚、對一路產生好感的少女倫子，但是一路被所屬鄉鎮的寺廟住持告知倫子並非生者，而是在介於大正和昭和的過渡時期被以雛妓身份販賣、死於逃亡途中的少女，倫子的母親受此事打擊撒手人寰，這也是鄉間會建造母子地藏像的原因，一路幫助倫子了卻心願，正式與倫子道別。事件落幕一段時日，一路再度因為發生車禍進入臨死體驗，雖然獲得二路和昔日協助的幽靈們守護保住一命，但從此喪失靈視與通靈能力，還有曾經和幽靈們相處的記憶。此後一路回歸普通人的生活，升學就讀高中。
多年後，一路繼承家業，和小學朋友村上壯太的繼妹市村桂結婚成家，故事尾聲顯示一路的兒子千路因為經歷墜樓的瀕死體驗而獲得靈視和通靈能力。

## 登場角色

### 花田家
花田一路
聲優：熊井統子（日本）；許雲雲（台灣，國語版）；林凱羚（台灣，台語版）；李涵菲（台灣，客語版）
主人翁，故事開始時就讀中山田小學三年二班，是出了名的搗蛋鬼。對於讀書不在行，但運動神經發達，高中一年級時成為校內棒球隊的先發投手。雖然是個天不怕地不怕的野孩子，卻很怕幽靈。逃跑、吵架和快吃都是第一。由於家中只有黑白電視，所以很希望家裡有台彩色電視。
在一次導致後腦縫了9針的交通意外後，獲得靈視與通靈能力，進而幫助幽靈們達成生前未完心願。漫畫在第二次的臨死體驗後，失去靈視與通靈能力，頭髮不僅跟著長回，甚至與幽靈們的一切記憶也一併忘記，但曾接受他協助的幽靈們依舊守護著他。最終話繼承家業，與阿桂結婚並育有一子一女。
花田大路郎
聲優：矢尾一樹（日本）；梁興昌（台灣，國語版）；王品超（台灣，台語版）；楊明剛（台灣，客語版）
一路的父親，木工。喜歡釣魚，也喜歡喝酒，常常可以看見他喝得醉醺醺。孩童時代也有剃光頭的時期，似乎和一路一樣有著靈視與通靈能力。漫畫最終話已退休，變成溺愛著孫女百子的爺爺。
花田壽枝
聲優：田中真弓（日本）；李明幸（台灣，國語版）；閻金美（台灣，台語版）；宋菁玲（台灣，客語版）
一路的母親，家庭主婦，是家族裡少數能讓一路害怕的對象。漫畫最終話變成從一路改變到孫子千路惡作劇而感到棘手的奶奶。
花田德路郎
聲優：野澤那智（日本）；林谷珍（台灣，國語版）；陳旭昇（台灣，台語版）；邱展文（台灣，客語版）
一路的祖父，78歲，溺愛著一路。有個名叫貴路郎的弟弟，不過已經戰死。孩童時代也有剃光頭的時期，似乎和一路一樣有著靈視與通靈能力。漫畫最終話時已去世，僅以一張遺照登場。
花田德子
聲優：竹內順子（日本）；楊凱凱（台灣，國語版）；林美秀（台灣，台語版）；徐敏莉（台灣，客語版）
一路的姐姐，中山田小學六年級生。與一路常常吵架，一路稱呼她為「醜肥婆」。見到帥哥就會陷入「初戀」。寶物是麗佳娃娃，成了中學生依舊熱衷扮家家酒。漫畫最終話成為粉領族，獨居於東京。
花田二路
聲優：松本梨香（日本）
花田家所飼養的小狗，小黑（阿魯/台版）的孩子。嘴巴張開時沒有門牙是因為吃宵夜時跌倒撞斷。漫畫最後為了要保護一路，被卡車撞擊而死，之後花田家於庭院中立了牠的墓，更之後建了一尊銅像，能夠騎在這銅像上的只有千路與百子。
花田千路
僅在漫畫版登場。一路與桂的兒子，初登場時是中山田小學三年級生。和父親（一路）小時候一樣是個搗蛋鬼。總是讓媽媽阿桂和奶奶壽枝感到很棘手。之後在墜樓的意外中一樣獲得了靈視與通靈能力。
花田百子
僅在漫畫版登場。一路與桂的女兒，千路的妹妹，初登場時2歲。擅長默默咬人，隨便靠近她就會被咬。

### 村上・市村家
村上壯太
聲優：桑島法子（日本）；雷碧文（台灣，國語版）；李明幸（台灣，台語版）；徐主樺（台灣，客語版）
一路的死黨，與一路從小就認識，是個懦弱的愛哭鬼。由於母親再婚之故，成為阿桂的哥哥。漫畫最終話時仍未婚，與兩親住在一起，因為一路和桂結婚，成為一路的大舅子。
市村桂
聲優：雪乃五月（日本）；楊凱凱（台灣，國語版）；林美秀（台灣，台語版）
就讀中山田小學三年三班，性格像男孩一般，與一路是一對歡喜冤家。職業是護理師的母親外遇離家出走後，和父親相依為命。後由於父親的再婚之故，成為壯太的妹妹。個性並不輸男孩子。漫畫版中，於大學時代有了一路的孩子，之後便與他結婚，最終話時已懷了第三胎。
村上猛
聲優：井上倫宏（日本）；李明幸〈幼年〉（台灣，國語版）；李飛、林美秀〈幼年〉（台灣，台語版）
壯太的父親，兒少時期性格活潑開朗，有著過人的文筆，但後來英年早逝。身故後仍惦記著妻小，希望他們過著幸福的生活，還曾於運動會短暫地憑依一路的身體，現身鼓勵壯太和美代子追求自己的幸福。後來當美代子再婚的時候，其亦以兒少時的型態，化名為「小猛」並現身於一路和壯太面前與其玩耍。跟壯太一樣在念小三時失去父親（即壯太的爺爺）。
村上美代子
聲優：野澤由香里（日本）；李明幸（台灣，國語版）；吳佩凌（台灣，台語版）
壯太的母親，個性溫和親切，於丈夫過世後，經由相親認識市村桂的父親並與之再婚。因為透過桂的父親口述，得知桂經常買店家製作的炸火腿享用，故特地討教店家老闆炸火腿的作法。初始時桂對於其作法並不領情，迫使壯太將她拒絕收下的炸火腿交給一路享用，最後桂察覺美代子其實是想盡力瞭解她的心意，遂向其坦承自己其實並非真正喜愛炸火腿的真相，也逐漸選擇接受美代子。至於一路則因為多日食用美代子製做的炸火腿導致身型嚴重發福，被迫於運動會後強制執行減肥計劃。漫畫最終話因為一路和桂結婚，成為一路的名義岳母。

### 附近居民
吉川奶奶
聲優：定岡小百合（日本）；雷碧文（台灣，國語版）
被稱呼為吉川奶奶/老太婆等等，為母狗小黑（台灣版翻譯為「阿魯」）的飼主。以88歲的高齡逝世。成為幽靈後委託一路收養小黑的孩子。後來一路在漫畫版劇情後段為了取回護身符、被卡車撞上而身受重傷的時候，和其他曾被一路幫助過的幽靈們聯手運用各自的力量搶救對方，進而成功地保住一路的性命。
小黑（台灣版翻譯為「阿魯」）
吉川奶奶飼養的母狗，二路的母親。生前懷著二路的時候，因為遭逢意外而身受重傷，雖然獸醫對其緊急搶救才救回腹裡的孩子，但小黑在經過急救後仍舊回天乏術，其後一路允諾照顧二路，才和吉川奶奶欣慰地離去。後來當二路在漫畫版劇情後段為了保護一路而被卡車撞死的時候，小黑的魂魄於醫院再度現身並帶走二路的魂魄。
五月婆婆（台灣版翻譯為「阿月婆婆」）
聲優：松本梨香（日本）
賣香煙的老婆婆，也經常充當村子裡的媒人婆。壯太的母親美代子跟阿桂的父親就是她所介紹認識的。
曾表示想在去世前撮合一百對新人。

### 小雪篇
由紀／小雪
聲優：久川綾（日本）；楊凱凱（台灣，國語版）；林美秀（台灣，台語版）
外貌清純動人，溫柔善良的女幽靈，生前本是某戶富有人家的千金，因為體弱多病所以鮮少踏出家門，某日和戀人清司赴廟會遊玩，從後者手裡獲贈附有其名字的鐵絲胸針，但還未能返家即因病發而驟逝途中，身故後仍無法忘懷清司及其贈送的鐵絲胸針。最後在一路的協助下，從清司手裡取得生前珍惜的鐵絲胸針，如願對後者傾訴感激之意。後來一路在漫畫版劇情後段為了取回護身符、被卡車撞上而身受重傷的時候，和其他曾被一路幫助過的幽靈們聯手運用各自的力量搶救對方，進而成功地保住一路的性命。
青田清司
聲優：小山力也（日本）；梁興昌（台灣，國語版）；王品超（台灣，台語版）
由紀（小雪）生前的男友，個性強硬，但意外地有愛鬧彆扭的一面，因為其家世背景和身分不被由紀（小雪）的家人所認同，故只能暗地帶著由紀（小雪）外出約會。在由紀（小雪）過世後雖另結新歡，仍無法忘卻和由紀（小雪）交往的點滴，最後在一路的協助下，將雕有小雪名字的鐵絲胸針埋於樹下，再度見到化為靈體的由紀（小雪）。後來當一路被迫接受織田學的委託，實踐「埋首於完美的女性胸部」的願望時，亦幫助一路成功地解決這項任務。
清美
聲優：津田匠子（日本）；雷碧文（台灣，國語版）；李明幸（台灣，台語版）
清司的現任同居女友，在得知清司和由紀（小雪）相戀的過往後，鼓勵清司將由紀（小雪）珍惜的胸針交付給對方，使其得以安息。後來當一路被迫接受織田學的委託，實踐「埋首於完美的女性胸部」的願望的時候，因為聽見一路轉述織田學對其身材的評語而惱羞成怒，轉而出手將前者痛扁一頓。

### 小新篇
小新
聲優：伊倉一惠（日本）；楊凱凱（台灣，國語版）
和一路年齡相仿，個性溫和體貼的幽靈男孩，生前因為失足墜河不幸溺斃，導致其母親因為他的死去而陷入消極的情緒中，最後經由一路的協助，向母親傾訴自己的感恩之情，並祈求下輩子仍能和母親再續母子情。後來一路在漫畫版劇情後段為了取回護身符、被卡車撞上而身受重傷的時候，和其他曾被一路幫助過的幽靈們聯手運用各自的力量搶救對方，進而成功地保住一路的性命。
小新的父親
聲優：家中宏（日本）；林谷珍（台灣，國語版）

小新的母親
聲優：皆口裕子（日本）；雷碧文（台灣，國語版）

### 雞雞老子篇
柳原歲三／雞雞老子
聲優：永井一郎（日本）；梁興昌（台灣，國語版）
喜歡裸體，並以其裸體的姿態出現在一路面前的幽靈老爺爺。生前經常背著妻子柳原龍拈花惹草，感受到死期將近，還沒把外遇對象的寫來的信給處理掉就過世了。化為幽靈後，委託一路將其生前遺留的信件一併處理掉，但還是被柳原龍發現了真相。後來一路在漫畫版劇情後段為了取回護身符、被卡車撞上而身受重傷的時候，和其他曾被一路幫助過的幽靈們聯手運用各自的力量搶救對方，進而成功地保住一路的性命。
柳原龍／龍子
聲優：青木和代（日本）；楊凱凱（台灣，國語版）
雞雞老子的妻子，外貌令人不寒而慄的老奶奶。個性非常嚴厲，被認為有著不像女性的姿態。年輕時雖然不漂亮，但是對時常外遇的歲三還是表現的很溫柔。從一路手裡取得雞雞老子和外遇對象來往的書信時，雖然對於丈夫生前風流的行為感到不滿，但仍在言談間流露其對亡夫的思念，並於身故後化為幽靈，在夢中與一路道別後和雞雞老子再度相聚。後來一路在漫畫版劇情後段為了取回護身符、被卡車撞上而身受重傷的時候，和其他曾被一路幫助過的幽靈們聯手運用各自的力量搶救對方，進而成功地保住一路的性命。

### 織田學篇
織田學
聲優：真殿光昭（日本）；林谷珍（台灣，國語版）
20歲的男性幽靈，生前是個只知埋首課業卻沒碰過女人的書呆子，結果才剛考上東大醫學系就忽然驟逝，為了一圓「將自己埋首於完美的女性胸部」的心願，先憑依著一路的身體使其於考試中屢獲佳績，然後再懇求一路協助其圓夢，但由於其對「完美胸型」的標準極其嚴苛，導致一路助其圓願時嚐了不少苦頭，最後因為看見阿部靜江的美麗胸型而狂噴鼻血，實現生前未了的心願。後來當一路為了拾取掉落的護身符、遭卡車撞成重傷的時候，和其他曾被一路幫助的幽靈們聯手運用各自的力量搶救對方，從而成功地保住一路的性命。
後藤九美
在清司居住的公寓旁擔任酒店小姐的女性。自稱自己在工作時的名字是瑪麗。
理惠
在清司居住的公寓旁擔任酒店小姐的女性。有一副上了濃妝的圓臉，自稱是小惠惠。
公藤靜香
在清司居住的公寓旁擔任酒店小姐的女性。
阿部靜江
在清司居住的公寓旁擔任酒店小姐的年輕女性，清司為了幫助一路（實為織田學的請求）實現「埋首於完美的女性胸部」的願望，特地對其誆稱一路係被父母遺棄且從未見過女性胸部的孤兒，靜江則在聽信清司說詞的情況下，坦然解開自己的衣物，令織田學終於實現生前未了的心願，脫離一路的身邊。

### 加道蓮（凱都力妮）篇
加道蓮（凱都力妮）
聲優：松本梨香（日本）；楊凱凱（台灣，國語版）；李明幸（台灣，台語版）
濃妝豔抹，習慣穿著黑色連身衣裙的女性靈媒師幽靈，生前是個憑藉著改變吉凶等名義，對為數眾多的受害者招搖行騙獲取錢財的算命師，卻在死後獲得預知未來的能力。只要情緒過於激動，臉部的濃妝就會自動裂開，還會露出駭人的面目嚇壞當事人。因為擔心自己生前的惡行會導致自己墜入地獄，所以找上俱備靈異體質的一路，請求後者與之合作，告訴被其欺騙的受害者關於自己生前行騙的真相。後來在一路處理俵崎春彦（動畫版則增加提醒權八老師生前與之有關的對象）的事件時，亦協助一路和當事者點出解決事情的關鍵。於漫畫最終話再次現身於一路的兒子 千路的面前，亦是千路獲得靈視能力後首位遇見的靈體。

### 俵崎春彦篇
俵崎春彦
聲優：山口勝平（日本）；梁興昌（台灣，國語版）
大地主俵崎財團的獨生子，大學時期和加奈是對戀人，但由於家人反對兩人間的戀情而被迫分開，後由於遭逢交通事故一度生命垂危，希望臨終之際能夠再度和加奈相會，遂懇求一路與他互換身體，藉此讓因為身受重傷無法動彈的他返鄉探望加奈（一路的魂魄則於待在春彥身體裡的期間，在醫院引起騷動），並見到兩人的私生女小夏。最終在康復出院後，決定依循自己的意願選擇加奈和小夏，帶著許多禮物來到加奈和小夏的面前。
加奈
聲優：小林沙苗（日本）李明幸（台灣，國語版）；林美秀（台灣，台語版）
春彥大學時期的戀人，在和春彥分開後，獨自帶著和春彥所生的女兒小夏在故鄉生活。當春彥憑藉著一路的身體抵達其面前時，一度對春彥宣稱小夏係其女兒而感到不解，但在聽見春彥平藉著一路的身體對其告白後而激動落淚，後於事件尾聲和康復出院的春彥再度相聚。
小夏
聲優：雪乃五月（日本）；楊凱凱（台灣，國語版）；李明幸（台灣，台語版）
春彥和加奈所生的女兒，留著遺傳自春彥的紅色頭髮。在春彥憑藉著一路的身體抵達其面前時，便對於其有著莫名的熟悉感。

### 天邪鬼篇
天邪鬼
聲優：喜安浩平（日本）；林谷珍（台灣，國語版）
身型瘦小的紫髮男性妖怪，只要被其附身就會作出和週遭人唱反調的行為。多年前因為憑依在橫溝先生的朋友阿鐵身上使其晚歸，導致後來本該生為女兒的孩子出世時成為男兒身，轉而現身懇求一路協助他回到過去彌補當時犯下的錯誤，最後一路反過來利用天邪鬼喜歡唱反調的特性，令天邪鬼自討沒趣再加上一路愛的擁抱而主動離開阿鐵的身體，成功扭轉了橫溝及其子（女）的命運。在漫畫最終篇為了報恩，保護一路免於眾多孤魂野鬼騷擾而減短陽壽，附身在一路媽媽的身上並去緣切寺取得強力護身符，但也使得想保護一路的眾幽靈無法接近。
橫溝仁志／橫溝仁美
聲優：緒方惠美（日本）；李明幸（台灣，國語版）
轉至德子班級的清俊男學生，頗受班上學生的歡迎。多年前由於天邪鬼的惡作劇，令其父延後返家而生為男兒身，最終由於一路的努力而扭轉了出生時的性別，並以「橫溝仁美」的身份轉進德子的班級求學。

### 權八篇
合田權八
聲優：堀勝之祐（日本）；梁興昌（台灣，國語版）；陳旭昇（台灣，台語版）
一路居住的小鎮裡的珠算老師，本名合田優太郎，年輕時期是米行的富家公子，本和花小姐有段戀情，但在被迫和花小姐分開後，選擇至外地教書。個性嚴格，過去曾教導一路的父親大路郎，偏偏在教導一路時栽了個大筋斗，在品嘗自己愛吃的紅豆麻糬時不慎噎死，迫於無奈只能請求看得見他的一路為其掩飾死法。後來在納悶自己何以不能升天成佛時，透過提點才想起年輕時和花小姐的約定，最後經由一路的協助抵達當年和花小姐約定的櫻花樹下，變回年輕時的模樣和花小姐再度相會，這對相愛的情侶也一同向一路道謝並升天成佛。後來一路在漫畫版劇情後段為了取回護身符、被卡車撞上而身受重傷的時候，和其他曾被一路幫助過的幽靈們聯手運用各自的力量搶救對方，進而成功地保住一路的性命。
花小姐
聲優：大原沙耶香（日本）；楊凱凱（台灣，國語版）；李明幸（台灣，台語版）
權八老師年輕時期的戀人，因為家境所逼被迫嫁與年長42歲且私生活混亂的財主，原本權八曾和花小姐於櫻花樹下約定「將來兩人一起私奔」，未料約定私奔當日，權八因為父親忽然心臟病發，加上當日診所休診難尋醫師而未能赴約；花小姐則在等待不到權八的情況下，被財主迎納為妾，於婚後罹患流行疾病而撒手人寰。死後成為幽靈的花小姐仍不忘當年和權八的約定，年復一年於當年約定的櫻花樹等待權八的到來，最後因為一路的協助，令這對相愛的情侶終於盼來睽違50年的重逢，多年未曾開花的幽靈櫻花樹亦此時綻放出炫目的櫻花。後來一路在漫畫版劇情後段為了取回護身符、被卡車撞上而身受重傷的時候，和其他曾被一路幫助過的幽靈們聯手運用各自的力量搶救對方，進而成功地保住一路的性命。

### Melon篇（漫画番外篇）
Melon
聲優：金月真美（日本）；雷碧文（台灣，國語版）；林美秀（台灣，台語版）
樣貌年輕的女性妖怪。在故事中去年夏天洋平意外邂逅的女孩子，為了要履行與洋平的約定就跟在一路的身邊。真實身分是過去在某地方曾經跟洋平約定好要再回來餵食的棄貓的靈魂。
齊藤洋平
聲優：松本梨香（日本）；李明幸（台灣，國、台語版）
與一路同班的男學生，有著孩子王的氣概。受到爸爸的影響對於「男子漢的友情」、「男子漢之正氣」、「約定」等等的單字相當執著。當自己最愛看的「跑吧！美洛斯」、「男子漢的約定」小說書籍被一路給破壞的時候因此很生氣，跟一路大吵了一架。當倫子出現在學校所有人面前並釋出善意的時候，對於倫子跟一路約定結婚的事情表示強烈的反對。

### 蕎麥麵店篇（漫画番外篇）
中島貴人
聲優：高山南（日本）；李明幸（台灣，國語版）
與德子年紀相仿的學校少年。因特別喜歡閱讀，經常在圖書館看許多書而獲得「書店」的外號，為一般人無法接觸的陰暗性格的持有者。以前是喜歡棒球和閱讀的開朗少年，但自從父親死後變得消沉，最終在雪夜與父親再度相會，化解喪父的陰霾。
貴人的父親
聲優：田中秀幸（日本）；梁興昌（台灣，國語版）
家境貧窮但個性溫和敦厚的蕎麥麵店老闆，本名未知。於故事一年前的聖誕節當晚帶著禮物回家時，在三之橋上騎自行车打滑而摔死，後來與貴人在夜晚中的大雪重逢。

### 倫子篇
倫子
聲優：金井美香（日本）；楊凱凱（台灣，國語版·齊威版）；雷碧文（台灣·國語版·木棉花版）；李明幸（台灣，台語版）
從緣切山的另一頭來到該小鎮，自稱是遠房親戚的女兒而來花田家入住的少女，名字常被一路與其他人念錯為「玲子」。暗戀一路，曾說出約定將來要與一路結婚的決定。雖然實際上是妖怪。但與一路過去所遇到的妖怪不同，連身邊的一般人也能看得見。住持曾說她曾在1926年大正至昭和兩個年號的過渡期時以雛妓的身分從另一邊的村莊被賣到大城市，中途因逃走被人追趕而墜崖身亡，為了悼念她，住持的爺爺用子地藏來祭祀，之後倫子的母親也因得知女兒過世而難過致死，後人就在旁邊的石頭刻一座母地藏，這也因此成為現今的「母子地藏」傳說。過了十幾年後，子地藏因一場地震掉落山谷，她就要求一路在每晚過去搬來歸位。
住持
聲優：立壁和也（日本）；林谷珍（台灣，國語版）；王品超（台灣，台語版）
本名不詳。在緣切山附近的寺廟擔任住持的和尚，由於說話習慣很衝就被一路取了「禿驢和尚」的綽號。全鎮除了一路之外第二個即使在白天也能看見幽靈的人，在知道倫子與一路的事情後告訴一路一切的真相，但反被一路斥責。
羊羹
住持所養的愛犬。名字的由來是住持最喜歡吃的羊羹，當看到一路帶來的倫子時認為是妖怪而企圖衝向前攻擊。

## 出版書籍
| 冊數 | 講談社        | 講談社                 | 玉皇朝         | 玉皇朝             |
| 冊數 | 發售日期      | ISBN                   | 發售日期       | ISBN               |
| ---- | ------------- | ---------------------- | -------------- | ------------------ |
| 1    | 1994年1月6日  | ISBN 978-4-06-328051-7 | 1994年12月13日 | ISBN 962-635-041-5 |
| 2    | 1994年4月5日  | ISBN 978-4-06-328057-9 | 1995年1月13日  | ISBN 962-635-042-3 |
| 3    | 1994年11月4日 | ISBN 978-4-06-328075-3 | 1995年2月13日  | ISBN 962-635-043-1 |
| 4    | 1995年7月4日  | ISBN 978-4-06-328094-4 | 1995年11月13日 | ISBN 962-635-175-3 |

| 冊數 | 講談社        | 講談社                 |
| 冊數 | 發售日期      | ISBN                   |
| ---- | ------------- | ---------------------- |
| 1    | 1999年5月11日 | ISBN 978-4-06-260563-2 |
| 2    | 1999年6月10日 | ISBN 978-4-06-260564-9 |
| 3    | 1999年7月12日 | ISBN 978-4-06-260565-6 |
| 4    | 1999年8月5日  | ISBN 978-4-06-260566-3 |

| 冊數 | 講談社        | 講談社             | 尖端出版社     | 尖端出版社           |
| 冊數 | 發售日期      | ISBN               | 發售日期       | EAN                  |
| ---- | ------------- | ------------------ | -------------- | -------------------- |
| 1    | 2002年9月26日 | ISBN 4-06-346170-X | 2005年2月23日  | EAN 471-0614-37386-7 |
| 2    | 2002年9月26日 | ISBN 4-06-346171-8 | 2005年4月21日  | EAN 471-0614-37491-X |
| 3    | 2002年10月3日 | ISBN 4-06-346172-6 | 2005年6月24日  | EAN 471-0614-37577-0 |
| 4    | 2002年10月3日 | ISBN 4-06-346173-4 | 2005年10月1日  | EAN 471-0614-37613-7 |
| 5    | 2003年12月9日 | ISBN 4-06-346230-7 | 2005年12月20日 | EAN 471-7702-20037-4 |

| 冊數 | 講談社        | 講談社                 |
| 冊數 | 發售日期      | ISBN                   |
| ---- | ------------- | ---------------------- |
| 1    | 2006年4月21日 | ISBN 978-4-06-372519-3 |
| 2    | 2006年4月21日 | ISBN 978-4-06-372520-9 |
| 3    | 2006年4月21日 | ISBN 978-4-06-372521-6 |
| 4    | 2006年4月21日 | ISBN 978-4-06-372522-3 |
| 5    | 2006年4月21日 | ISBN 978-4-06-372523-0 |

| 冊數 | 講談社         | 講談社                 |
| 冊數 | 發售日期       | ISBN                   |
| ---- | -------------- | ---------------------- |
| 1    | 2015年10月23日 | ISBN 978-4-06-388519-4 |
| 2    | 2015年10月23日 | ISBN 978-4-06-388520-0 |
| 3    | 2015年11月20日 | ISBN 978-4-06-388529-3 |
| 4    | 2015年11月20日 | ISBN 978-4-06-388530-9 |
| 5    | 2015年12月22日 | ISBN 978-4-06-388557-6 |

## 電視動畫

### 配音人員
| 角色              | 日本配音員                  | 台灣配音員 國語版                   | 台灣配音員 台語版 | 台灣配音員 客語版 |
| 花田一路          | 熊井統子                    | 許雲雲                              | 林凱羚            | 李涵菲            |
| 花田德子          | 竹內順子                    | 楊凱凱                              | 林美秀            | 徐敏莉            |
| 花田大路郎        | 矢尾一樹                    | 梁興昌                              | 王希華            | 楊明剛            |
| 花田壽枝          | 田中真弓                    | 李明幸                              | 王瑞芹            | 宋慶齡            |
| 花田德路郎        | 野澤那智                    | 林谷珍                              | 陳旭昇            | 邱展文            |
| 花田二路          | 松本梨香                    |                                     |                   |                   |
| 村上猛            | 井上倫彥                    |                                     | 李飛              |                   |
| 村上壯太          | 桑島法子                    | 雷碧文                              | 李明幸            | 徐主樺            |
| 村上美代子        | 野澤由香里                  | 李明幸                              | 吳佩凌            |                   |
| 市村桂            | 雪乃五月                    | 楊凱凱                              | 林美秀            |                   |
| 小雪              | 久川綾                      | 楊凱凱                              | 林美秀            |                   |
| 清司              | 小山力也                    | 梁興昌                              | 陳旭昇            |                   |
| 吉川奶奶          | 定岡小百合                  | 雷碧文                              |                   |                   |
| 小新              | 伊倉一恵                    | 楊凱凱                              |                   |                   |
| 新之母            | 皆口裕子                    | 雷碧文                              |                   |                   |
| 新之父            | 家中宏                      | 林谷珍                              |                   |                   |
| 柳原歲三/雞雞老子 | 永井一郎 室園丈裕（年輕時） | 梁興昌                              |                   |                   |
| 柳原辰            | 青木和代                    | 楊凱凱                              |                   |                   |
| 桂之父            | 龍田直樹                    |                                     |                   |                   |
| 壯太之父          | 井上倫宏                    |                                     |                   |                   |
| 織田              | 真殿光昭                    | 林谷珍                              |                   |                   |
| 春彥              | 山口勝平                    | 梁興昌                              |                   |                   |
| 加奈              | 小林沙苗                    | 李明幸                              |                   |                   |
| 横溝              | 緒方惠美                    | 李明幸                              |                   |                   |
| 天邪鬼            | 喜安浩平                    | 林谷珍                              |                   |                   |
| 合田權八          | 堀勝之祐                    | 梁興昌                              |                   |                   |
| 花子              | 大原沙耶香                  | 楊凱凱                              |                   |                   |
| Melon             | 金月真美                    | 雷碧文                              |                   |                   |
| 中嶋貴人          | 高山南                      | 李明幸                              |                   |                   |
| 貴人之父          | 田中秀幸                    | 梁興昌                              |                   |                   |
| 倫子              | 金井美香                    | 楊凱凱（齊威版） 雷碧文（木棉花版） | 李明幸            |                   |

### 製作團隊
- 原作 - 一色真人（講談社 アッパーズKCDX）
- 監督 - 小島正幸
- 人物設計、總作畫監督 - 兼森義則
- 道具設計 - 清水洋
- 美術監督 - 池田祐二
- 色彩設計 - 鎌田千賀子
- 撮影監督 - 瀧澤龍
- 編輯 - 寺内聰、木村佳史子
- 音樂 - 平野義久
- 音響監督 - 本田保則
- 製作人 - 山下洋、田村學、丸山正雄
- 動畫製作人 - 吉本聰
- 動畫製作 - MADHOUSE
- 製作著作 - 日本電視台、VAP

### 主題曲
片頭曲「The One (後街男孩的歌曲)」
歌 - Backstreet Boys
片尾曲「Drowning」
歌 - Backstreet Boys

### 各話列表
| 話數 | 日文標題 | 中文標題       | 腳本       | 分鏡       | 演出       | 作畫監督   | 播放日期       |
| ---- | -------- | -------------- | ---------- | ---------- | ---------- | ---------- | -------------- |
| 1    |          | 古早古早以前   | 米村正二   | 小島正幸   | 中村賢太郎 | 福田紀之   | 2002年 10月2日 |
| 2    |          | 幽靈小雪的請求 | 金春智子   | 平田敏夫   | 中村亮介   | 君塚勝教   | 10月9日        |
| 3    |          | 花田二路       | 金春智子   | 田中敦子   | 田中敦子   | 瀧口禎一   | 10月16日       |
| 4    |          | 向日葵盛開的家 | 金春智子   | 田中敦子   | 田中敦子   | 野口寬明   | 10月23日       |
| 5    |          | 雞雞老子       | 望月武     | 高橋敦史   | 根岸宏樹   | 川口博史   | 10月30日       |
| 6    |          | 阿桂           | 金春智子   | 島崎奈奈子 | 島崎奈奈子 | 福田紀之   | 11月6日        |
| 7    |          | 炸火腿         | 金春智子   | 小島正幸   | 小島正幸   | 君塚勝教   | 11月13日       |
| 8    |          | 淚灑胸前       | 藤田伸三   | 增田敏彥   | 增田敏彥   | 蘇武裕子   | 11月20日       |
| 9    |          | 靈媒凱都力妮   | 高屋敷英夫 | 友永和秀   | 友永和秀   | 宮本佐和子 | 11月27日       |
| 10   |          | 家族           | 金春智子   | 高橋敦史   | 中村亮介   | 兼森義則   | 12月4日        |
| 11   |          | 人生最大的危機 | 高屋敷英夫 | 田中敦子   | 田中敦子   | 蘇武裕子   | 12月11日       |
| 12   |          | 重要的東西     | 高屋敷英夫 | 志村錠兒   | 根岸宏樹   | 川口博史   | 12月18日       |
| 13   |          | 第13年的夥伴   | 望月武     | 中村賢太郎 | 中村賢太郎 | 君塚勝教   | 12月25日       |
| 14   |          | 天邪鬼         | 望月武     | 島崎奈奈子 | 島崎奈奈子 | 福田紀之   | 2003年 1月8日  |
| 15   |          | 權八           | 藤田伸三   | 友永和秀   | 友永和秀   | 宮本佐和子 | 1月15日        |
| 16   |          | 花小姐         | 藤田伸三   | 友永和秀   | 友永和秀   | 蘇武裕子   | 1月22日        |
| 17   |          | 幽靈櫻花樹下   | 藤田伸三   | 增田敏彥   | 田中敦子   | 宮本佐和子 | 1月29日        |
| 18   |          | 約定           | 望月武     | 小島正幸   | 中村亮介   | 君塚勝教   | 2月5日         |
| 19   |          | 狂奔的Melon    | 望月武     | おおそ独犬 | 島崎奈奈子 | 福田紀之   | 2月12日        |
| 20   |          | 聖誕節禮物     | 金春智子   | 兼森義則   | 中村亮介   | 兼森義則   | 2月19日        |
| 21   |          | 下雪的夜晚     | 金春智子   | 清水洋     | 中村亮介   | 清水洋     | 2月26日        |
| 22   |          | 玲子           | 金春智子   | 望月智充   | 友永和秀   | 馬場健     | 3月5日         |
| 23   |          | 夜間任務       | 金春智子   | 青山浩行   | 小山田桂子 | 野口寬明   | 3月12日        |
| 24   |          | 母子地藏       | 金春智子   | 島崎奈奈子 | 島崎奈奈子 | 福田紀之   | 3月19日        |
| 25   |          | 片栗花         | 金春智子   | 小島正幸   | 小島正幸   | 君塚勝教   | 3月26日        |

### 播放電視台
日本
| 播放電視台 | 播放期間                       | 播放時間       | 備註                                                         |
| ---------- | ------------------------------ | -------------- | ------------------------------------------------------------ |
| 日本電視台 | 2002年10月2日 - 2003年3月26日  | 星期六 24:50 - | 製作局                                                       |
| 宮城電視台 | 2002年10月9日 - 2003年3月26日  | 星期六 24:50 - | 延播1週→2003年1月開始網上放送 電影化之後再度重播             |
| BS日本     | 2003年4月7日 - 9月29日         | 星期四 7:30 -  | BS放送                                                       |
| 中京電視台 | 2003年4月8日 - 9月23日         | 星期五 25:38 - |                                                              |
| 福岡放送   | 2003年4月8日 - 9月23日         | 星期一 25:33 - |                                                              |
| 山形放送   | 2003年10月 - 2004年3月         | 星期五 25:23 - |                                                              |
| 山口放送   | 2004年10月 - 2005年3月         | 星期六 24:50 - |                                                              |
| 廣島電視台 | 2006年7月5日 - 12月20日        | 星期六 24:50 - |                                                              |
| 讀賣電視台 | 2006年7月25日 - 8月29日        | 星期五 26:42 - | MONDAY PARK第3部 （第1話 - 第3話、第6話、第7話、第10話放送） |
| 福井放送   | 2008年10月30日 - 2009年3月19日 | 星期日 15:30 - |                                                              |

台灣
| 播放電視台 | 播放日期                | 播放時間（UTC+8）       | 所屬聯播網 | 備註                             |
| ---------- | ----------------------- | ----------------------- | ---------- | -------------------------------- |
| 華視主頻   | 2006年11月17日－12月1日 | 星期一至五 17:30－18:00 | 衛星電視   | 國台雙語版 略過第8集《淚灑胸前》 |
| MOMO親子台 | 2011年6月1日－          | 星期一至五 20:00－20:30 | 第四台     | 部分理由與華視、八大版本相同     |

## 外部連結
- 花田少年史 （页面存档备份，存于） - 日本電視台頁面
- 花田少年史 （页面存档备份，存于） -  Vap官方網站
- 花田少年史｜幽霊と秘密のトンネル -  電影官方網站。 關閉（參見2008年5月25日時間網際網路檔案館）